# Gare de Facture-Biganos
Gare de Facture-Biganos vasútállomás Franciaországban, Biganos településen.

## Vasútvonalak
Az állomást az alábbi vasútvonalak érintik:
- Bordeaux–Irun-vasútvonal

## Kapcsolódó állomások
A vasútállomáshoz az alábbi állomások vannak a legközelebb:
- Gare de Marcheprime (Gare de Libourne, F41)
- Gare du Teich (Gare d’Arcachon, F41)
- Gare d’Ychoux